# شبانه بسیج راسخ
شبانه بسیج راسخ مربی، بشردوست و قهرمان حقوق زنان اهل افغانستان است. او بنیانگذار مکتب آموزش رهبری، افغانستان است و بخاطر کارش مورد تقدیر جهانی قرار گرفته‌است.

## اوایل زندگی
بسیج راسخ در کابل، افغانستان متولد و بزرگ شد. او تحت حکومت طالبان بزرگ شد و اوبود مجبور کرد تا برای تحصیل در یک مدرسه مخفی لباس پسرانه بپوشد، زیرا آموزش زنان ممنوع بود. او بنیانگذار مکتب رهبری افغانستان است و از زمان دانشجویی در کالج میدلبری در ۹ سال گذشته فعالیت داشته‌است. او به تازگی جایزه ملاله را از سوی اشرف غنی، رئیس‌جمهور برنده شده‌است. شعبانا اولین بار پس از سقوط در سال ۲۰۰۲ در مدرسه دولتی شرکت کرد.
او سال آخر دبیرستان خود را در ویسکانسین ایالات متحده به عنوان بخشی از برنامه تبادل نظر و مطالعه جوانان کندی-لوگار (YES) که توسط وزارت خارجه ایالات متحده تأمین می‌شود، گذراند. پس از فارغ‌التحصیلی، او در کالج میدلبری در ورمونت تحصیل کرد و در سال ۲۰۱۱ فارغ‌التحصیل شد.

## شجاعت برای آموزش زنان افغانستان
در سال ۲۰۰۹، بسیج راسخ Hela را تأسیس کرد که مأموریت آن «توانمندسازی زنان افغان از طریق آموزش» است. این گروه در سراسر شمال شرقی ایالات متحده اقدام به جمع‌آوری کمک‌های مالی برای ساخت یک مدرسه در مناطق روستایی در شرق افغانستان کرد.

## مکتب رهبری، افغانستان
در حالی که بسیج راسخ هنوز در کالج بود، مکتب رهبری، افغانستان با نام سوله (SOLA) را تأسیس کرد، که «به دسترسی جوانان افغان به تحصیلات با کیفیت در خارج از کشور و مشاغل در خانه اختصاص داده شده‌است». به پس از فارغ‌التحصیلی، بسیج-راسخ به کابل بازگشت و سوله را به اولین مدرسه شبانه روزی دخترانه افغانستان تبدیل کرد. این مدرسه شبانه‌روزی دخترانه، دختران ۱۱ تا ۱۹ ساله در تمام قومیت‌ها را تحت آموزش قرار داده بود و به آنها کمک می‌کرد تا از دانشگاه‌های سراسر جهان پذیرش و کمک مالی دریافت کنند.
پس از تسلط مجدد طالبان بر افغانستان در سال ۲۰۲۱، بسیج‌راسخ دانش‌آموزان و کارکنان مدرسه سوله را به رواندا منتقل کرد. این مدرسه اکنون به عنوان تنها مدرسه شبانه‌روزی برای دختران افغانستانی در خارج از کشور، با فراهم کردن امکان آموزش آنها پس از دبستان، فارغ‌التحصیلان را برای ورود به دانشگاه‌های سراسر جهان آماده می‌کند.

## جوایز و تقدیر
بسیج راس خ از زمان تحصیل در دانشگاه به‌طور گسترده‌ای شناخته شده‌است. در سال ۲۰۱۰، او به عنوان یکی از ده زن برتر مجله گلامور انتخاب شد. در سال ۲۰۱۲، او در تد با عنوان «جرات آموزش دختران افغان» سخنرانی کرد. در سال ۲۰۱۴، وی توسط نشنال جئوگرافیک به عنوان «کاوشگر نوظهور» انتخاب شد و به عنوان سفیر جهانی 10x10 پیوست.